# 神契幻奇谭
《神契幻奇譚》是中國大陸漫画家L.DART的漫畫作品
，於《龍漫少年星期天》2008年8月连载至今，已出版7册单行本，并授权台湾地区出版。。现在已經登錄日本漫畫雜誌《月刊SPIRITS》。
2011年3月，有妖氣漫畫網站获得本作电子版发行权。

## 概要
在遙遠的神話時代開始，眾神們創造了無數擁有神奇力量的神器。它們隨著華夏血脈的傳承，封印在每一個中華兒女的靈魂中。但現在社會中，只有極少數的人，將靈魂中封印的神器解放出來，成為了擁有各種神奇力量的“初子”。
“九州”是個全部由“初子”組成的神秘組織，他們為眾神回歸掃清世間的障礙，建立理想的國度。但九州聖女夏綾與聖子華煉對昊天產生了懷疑，決定脫離“九州”，尋找真正快樂和自由的生活。
那年後的第七年，在均鴻學院高中部學生會“極樂池”內，一位被覺醒第神器困擾的女生花儀前來求助。花儀得知，極樂池能夠解決一切困難的秘密竟是依靠神器！不久後，“九州”偷襲了“極樂池”，並大舉攻入均鴻學院，形勢危急萬分……
漫畫內卷尾處常出現彩色四格、部分設定介紹與散文體裁的預告。用語以中文為主。
作者多次在作品中融匯多種文化作品風格。文獻涉及《史記》、《道德經》、《三五歷記》、《開闢衍繹》、《厲世真仙體道通鑑》、《封神演義》、《淮南子》、《尚書》、《神農本草》、《堅瓠餘集》、《水經註》、《春秋》、《潛確類書》、《穆天子傳》、《商列子傳》、《說郛》等。
作者在2011年3月有妖氣漫畫網站的訪談中表示，在画工上一直在学习贞本义行和藤崎龙的漫畫画法。並談到“不認為一種故事吃到死是成功的漫畫家。對各種事物感興趣並且畫不同的漫畫，這是很有趣的事情，只要感興趣的我都會去畫，思想被禁錮的人是做不出好漫畫的。”

## 故事概要
巨人在混沌之中創造了世界，作為眾神的始祖，他的名字叫盤古。
在遙遠的神話時代，眾神堅守著各自的榮耀與傲慢，頻繁進行著鬥爭。最後的勝利者是自 稱“昊天上帝”的神明，他統治天界的神國。
在地面上，女神女媧用自己的血肉創造了人類。與女媧共生的大神伏羲將自己的智慧賦予了這個新生的種族。然而這個種族比神明更加好戰，炎帝神農氏統治之時，人類部落的戰爭愈演愈烈。在戰爭中迅速崛起的華夏族首領公孫氏，人稱軒轅的聖者，帶領部落戰勝了神農，成為了人類的新領袖——黃帝。
距今約4600到5000年前的九州大地上，曾發生過一場人、神、魔之間的決戰。人皇軒轅黃帝率領著華夏一族，與神明簽訂了永久的契約。神明們認可了華夏族，賦予他們神奇的力量——軒轅劍。借用神器的力量，華夏族最終戰勝了魔神蚩尤為首的九黎一族，成為了這個世界新的主人。
但軒轅卻在思考：人類應該被神明所支配嗎？而由盤古元神化成的三位真神——老子、原始、通天，也同樣爭論著人類的未來，三位真神的討論持續了千萬年。直到由神靈直接參與的封神之戰爆發。
強者們引起的新鬥爭的不斷擴大，古神鴻鈞在世界之外旁觀。他趁機將眾多神明騙到混沌的結界之外，封印了眾神；但是神明的血脈卻留在了地球上，成為神器的力量。很自然，不甘失敗的神明想借助擁有神器的人們的幫助重新回歸世界……
轉眼間，數千年的時光逝去。人類逐漸遺忘了上古時代所簽訂的神契，在眾神早已離開的現代，發展著自己的科技文明……然而，千年前的契約隨著華夏一族的血脈流傳了下來，當神器再次在體內覺醒的時候，便是眾神回歸力量與意誌的時刻，也是人類成為“初子”，被烙上神之奴隸的刻印的時刻。破除這奴役鎖鏈的關鍵鑰匙，掌握在一名少年手中，破壞與無序，他是混沌之子——華煉！
九黎——繼承蚩尤血統的後代存活了下來，有些異變為妖魔，生生不息地繁衍著，威脅著整個世界。擁有洪荒神器昊天塔的昊天以及擁有“鑰匙”的華煉成立了九州，並自詡為聖主及聖子，目的是迎接眾神的到來。
在一次戰鬥中，聖子華煉無意間發現了被九黎小妖封印的少女夏綾，從此開啟了她的第二次生命……一年以後，擁有十大神器之首——盤古斧的夏綾戰果累累，並被昊天封為聖女，亦與聖子華煉在戰鬥中萌生了情感……
終於，殘酷的戰爭結束了，九黎被徹底擊敗！然而聖主昊天卻依然沒有放棄對蚩尤無辜後代的屠殺，難以忍受這種殘酷生活的聖子聖女選擇了私奔……不願放棄華煉的昊天帶著十二神將前來阻擾。經過一番殘酷的戰鬥，聖女夏綾倒下了……傷心與憤怒集於一身的華煉對自己使用了鑰匙，解放了自己靈魂內本不應該有的第二件神器——混沌鎖。聖主昊天，七位神將，還有天庭近五成的教眾，都在一夜之間被封印了神器。懷著對夏綾的執著，華煉帶著夏綾的遺體逃之夭夭……
此後，又過了七年。鴻鈞學院中流傳著一個校園傳說，名為“極樂池”的學生會可以解決任何事件。覺醒了神器的貧苦女孩花儀，來“極樂池”求救，她見到的，是被稱為“會長”的聖子華煉，以及他身邊用貓的靈魂填補起來的人偶夏綾。
新的傳說從此展開……

## 漫畫單行本出版資訊

### 中国（含封面、收录章节信息）
单行本在中国由吉林出版集团出版。 
| 卷数 | 章节   | 出版时间   | ISBN序号               |
| ---- | ------ | ---------- | ---------------------- |
| 1    | 1~5    | 2010年8月  | ISBN 978-7-5386-4498-2 |
| 2    | 6~9    | 2010年8月  | ISBN 978-7-5386-4499-9 |
| 3    | 10~14  | 2010年11月 | ISBN 978-7-5386-4918-5 |
| 4    | 15~19  | 2011年7月  | ISBN 978-7-5386-5550-6 |
| 5    | 20~25  | 2011年11月 | ISBN 978-7-5386-6063-0 |
| 0    | 回忆录 | 2012年5月  | ISBN 9787538666274     |
| 6    | 26~31  | 2013年1月  | ISBN 978-7-5386-6729-5 |
| 7    | 32~38  | 2013年5月  | ISBN 978-7-5386-7224-4 |
| 8    | 39~45  | 2013年11月 | ISBN 978-7-5386-7879-6 |
| 9    | 46~51  | 2014年2月  | ISBN 978-7-5386-8140-6 |
| 10   | 52~59  | 2014年11月 | ISBN 978-7-5386-8972-3 |
| 11   | 60~66  | 2015年05月 | ISBN 978-7-5386-9641-7 |
| 12   | 67~73  | 2015年11月 | ISBN 978-7-5386-8705-7 |
| 13   | 74~    | 2016年10月 | ISBN 9787557513207     |
| 14   | ~      | 2016年10月 | ISBN 9787557513214     |

### 章节目录
| 章节       | 标题 |
| ---------- | ---- |
| 神契回忆录 |      |
| 神契回忆录 |      |
| 神契回忆录 |      |
| 神契回忆录 |      |
| 神契回忆录 |      |
| 1          |      |
| 2          |      |
| 3          |      |
| 4          |      |
| 5          |      |
| 6          |      |
| 罪忆篇     |      |
| 7          |      |
| 8          |      |
| 9          |      |
| 10         |      |
| 11         |      |
| 12         |      |
| 13         |      |
| 14         |      |
| 15         |      |
| 16         |      |
| 17         |      |
| 18         |      |
| 19         |      |
| 20         |      |
| 21         |      |
| 22         |      |
| 23         |      |
| 24         |      |
| 25         |      |
| 26         |      |
| 27         |      |
| 28         |      |
| 29         |      |
| 30         |      |
| 31         |      |
| 32         |      |
| 33         |      |
| 34         |      |
| 35         |      |
| 36         |      |
| 37         |      |
| 38         |      |
| 39         |      |
| 40         |      |
| 41         |      |
| 42         |      |
| 43         |      |
| 44         |      |
| 45         |      |
| 46         |      |
| 47         |      |
| 48         |      |
| 49         |      |
| 50         |      |
| 51         |      |
| 52         |      |
| 53         |      |
| 54         |      |
| 55         |      |
| 56         |      |
| 57         |      |
| 58         |      |
| 59         |      |